# Arrondissement di Dessalines
L'arrondissement di Dessalines è un arrondissement di Haiti facente parte del dipartimento dell'Artibonite. Il capoluogo è Dessalines.

## Geografia antropica

### Suddivisioni amministrative
L'arrondissement di Dessalines comprende 4 comuni:
- Dessalines
- Desdunes
- Grande-Saline
- Petite-Rivière-de-l'Artibonite